# Saint Mary's Gaels

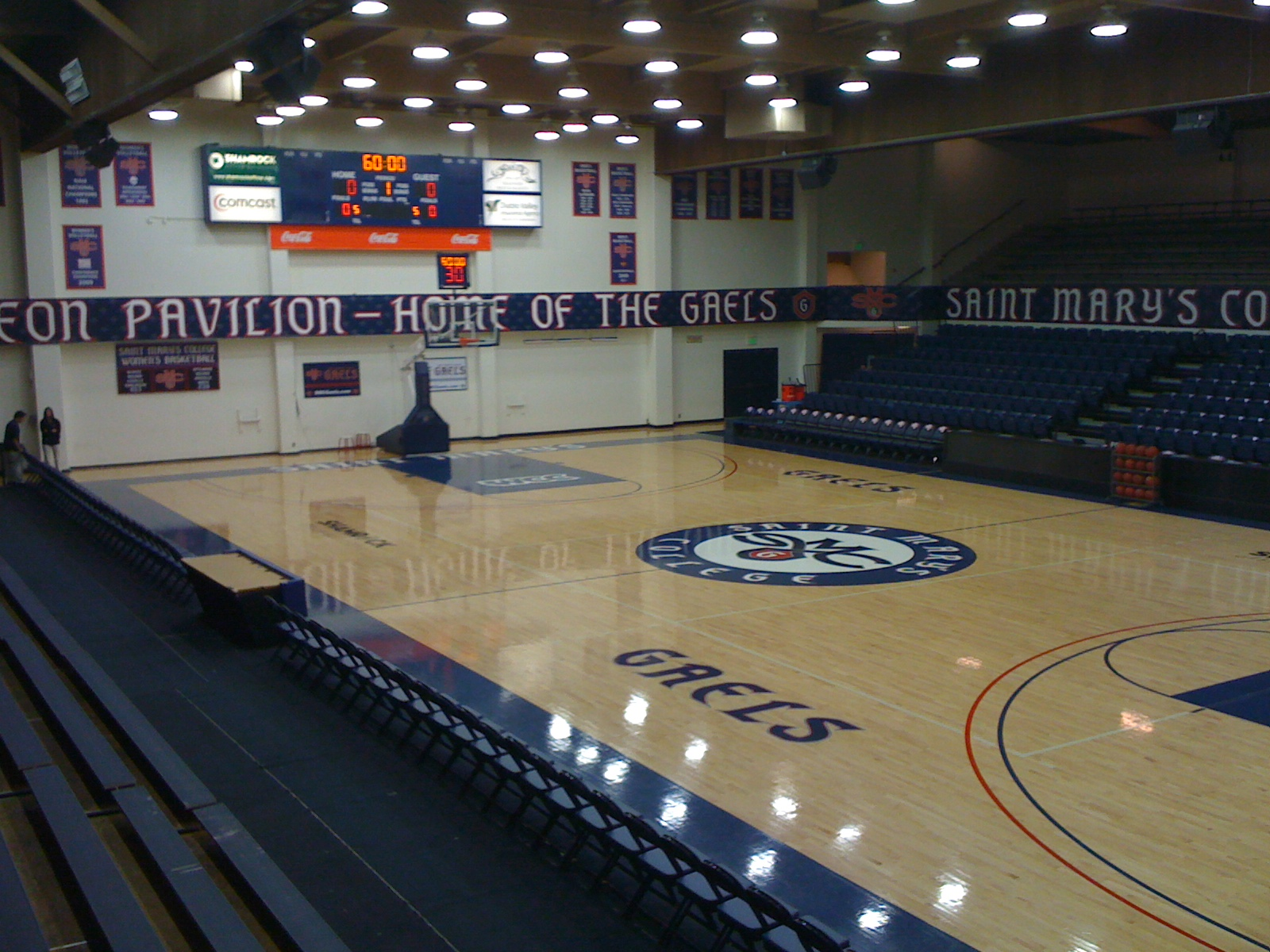
McKeon Pavilion.

Saint Mary's Gaels (español: Gaélicos del Colegio Saint Mary) es el nombre de los equipos deportivos de Saint Mary's College de California, universidad situada en Moraga (California). Los equipos de los Gaels participan en las competiciones universitarias organizadas por la NCAA, y forman parte de la West Coast Conference, excepto en lacrosse, donde compite en la Mountain Pacific Sports Federation y en atletismo, donde compiten como independientes.

## Programa deportivo
Los Gaels tienen 7 equipos masculinos y 9 femeninos:
| - Masculino - Baloncesto - Fútbol - Cross - Tenis - Atletismo - Béisbol - Golf | - Femenino - Baloncesto - Fútbol - Cross - Tenis - Atletismo - Sófbol - Remo - Lacrosse - Voleibol |

## Baloncesto
El equipo de baloncesto masculino ha conseguido el título de conferencia en 4 ocasiones, clasificándose en otras 4 ocasiones para el torneo final de la NCAA, cuyo mejor resultado fueron los cuartos de final en 1959. Siete de sus jugadores han llegado a la NBA, siendo el más destacado Tom Meschery, que disputó el All Star Game de la NBA 1963. Desde 1987 no llegaba ninguno de sus jugadores a la liga profesional, hasta la aparición del australiano Patrick Mills en 2010. En 2014 fue otro australiano, Matthew Dellavedova, el que se incorporó a la NBA.
Mahershala Ali, dos veces ganador del Premios Óscar, jugó para los Gaels con su nombre de nacimiento, Mahershalalhashbaz Gilmore.

## Béisbol
A pesar de no haber conseguido nunca título alguno como equipo, hasta 65 jugadores salidos de sus filas han llegado a jugar en la MLB, el primero de ellos en el año 1884.

## Fútbol americano
Los Gaels fueron una potencia del fútbol americano a finales de los años 30 y principios de los 40, ganando la Cotton Bowl de 1939 y disputando la Sugar Bowl en 1945. En 2003, tras una desastrosa campaña, las autoridades deportivas de la universidad decidieron prescindir de este deporte en su programa.